# Лютеранство візантійського обряду
Лютеранство візантійського обряду (також знане як візантійський лютеранство або східне лютеранство) належить до лютеранських церков, таких як Церкви України та Словенії, які використовують у якості своєї літургії форму візантійського обряду. Він унікальний тим, що оснований на східнохристиянському обряді, який використовувала Східна православна церква, включаючи богослов'я з Служби Божої, що міститься у Формулі Missae, базових текстах для лютеранської літургії на Заході.
Візантійський лютеранський обряд включає філіокве в Нікено-Костянтинополітанське віросповідання, хоча і поміщаючи його в дужки.
Східні Лютерани використовують новоюліанський календар для календаря і, таким чином, спостерігати святкові дні і літургійні сезони, такі як Великий Піст, спосіб, аналогічного православний звичаї. Таким чином, багато візантійських лютеранських святих поділяються зі святами Східної православної церкви; крім того, східно-лютеранські церкви побудовані відповідно до візантійської архітектури.  Поза під час богослужіння, наприклад, поклони. У межах лютеранства візантійського обряду календар святих включає людей, яких шанують у східному християнстві, такі як Іван Золотоустий та Нестор-літописець, а також особи, характерні для лютеранської церкви, такі як Лукас Кранах Старший та Мартін Лютер. 
Вперше візантійський обряд був використаний в Українській лютеранській церкві. Перша опублікована Літургія східного обряду була в 1933 р. Англійський текст обряду, що зараз використовується, майже ідентичний тексту оригінального друку. Деякі сучасні громади, такі як Товариство Святого Валентина, Спільнота східного обряду (Ostkirchlicher Konvent) у Німеччині та Чехії та Євангельська церква Аугсбурзької конфесії у Словенії також використовують візантійський обряд.
У регіоні Галичини східні лютерани зазнали репресій від комуністичного режиму, який запровадив політику державного атеїзму. З 1939 – 1945 рр. багато східно-лютеранських священнослужителів було замучено за свою віру. Теодор Ярчук, священик, який був головним провідником Української лютеранської церкви Аугсбурзької конфесії, був замучений і вбитий у Станіславові комуністичною владою. Багато українських лютеранських неспеціалістів також відправили до ГУЛАГу, де вони загинули. У цей час переслідування християн у Радянському Союзі майно лютеранської церкви було експропрійовано. Після розпаду СРСР Українська лютеранська церква пережила відродження.